# Kenneth Mburu Mungara
Kenneth Mburu Mungara (* 7. September 1973) ist ein kenianischer Marathonläufer.

## Leben
Sein erster großer Erfolg war der Sieg beim Prag-Marathon 2008 in 2:11:06 h. Im selben Jahr gewann er auch den Toronto Waterfront Marathon in 2:11:01 h.
2009 lief er beim Mumbai-Marathon mit 2:11:51 die bislang schnellste Zeit auf indischem Boden. Beim Prag-Marathon dagegen kam er trotz persönlicher Bestzeit von 2:10:29 h nur auf den dritten Platz. 
In Toronto wiederum verteidigte er nicht nur seinen Titel, sondern lief mit 2:08:32 h persönlichen Rekord und die schnellste Zeit auf kanadischem Boden.
2010 wurde er Fünfter beim Beppu-Ōita-Marathon und Siebter in Prag. Mit seinem dritten Sieg in Folge in Toronto verbesserte er sowohl seinen persönlichen Rekord wie auch den kanadischen All-Comers-Rekord auf 2:07:58 h.

Zum Saisonabschluss gewann er im Dezember auch den Singapur-Marathon.
2011 steigerte er als Zweiter in Prag seine persönliche Bestzeit auf 2:07:36 h und verteidigte zum dritten Mal seinen Titel in Toronto.
2013 gewann er den Nairobi-Marathon, 2014 wieder den Singapur-Marathon, 2015 den Mailand-Marathon, im selben Jahr und erneut 2016 siegte er beim Gold-Coast-Marathon in Australien.
Im Januar 2018 gewann er den Hong Kong Marathon und im Juli konnte der 44-Jährige nach 2015 und 2016 auch den Gold-Coast-Marathon mit einer Zeit von 2:09:49 h zum dritten Mal für sich entscheiden.

## Persönliche Bestzeiten
- Marathon: 2:07:36 h, 8. Mai 2011, Prag